# Lawless Lawyer
Lawless Lawyer (en hangul, 무법 변호사; en hanja, 無法辯護士; romanización revisada, Mubeop byeonhosa), es una serie de televisión surcoreana transmitida del 12 de mayo del 2018 hasta el 1 de julio del 2018, a través de TVN. Es protagonizada por Lee Joon-gi y Seo Ye-ji.

## Argumento
Bong Sang-pil (Lee Jong-gi), es un exgánster que ahora trabaja como abogado. Aunque Sang-pil tiene una de las mejores tasas de victoria como abogado, no confía en la ley, por lo que utiliza tanto sus puños como las lagunas jurídicas contra aquellos con el poder absoluto. Su deseo de rebelarse contra aquellas personas que están en el poder, se debe a que está impulsado por su deseo de vengar la muerte de su madre. En su camino pronto se cruza con Ha Jae-yi (Seo Ye-ji), una abogada que lucha por la justicia pero que termina siendo degradada después de atacar a un juez insensible.
De pronto, Sang-pil decide contratar a Jae-yi en su firma y poco a poco comienza a enamorarse de ella; sin embargo, también se encuentra con aquellos que utilizan el poder para manipular todo para su propia agenda como Cha Moon-sook (Lee Hye-young), una jueza muy respetada pero que en realidad oculta una gran codicia y Ahn Oh-joo (Choi Min-soo), un peligroso e inescrupuloso exgánster convertido en el jefe de una corporación que trata de ocultar su pasado y sus verdaderas intenciones.
Junto a Jae-yi y su equipo, Sang-pil buscara la forma de hacer caer y encarcelar a todos los responsables de la muerte de su madre y de la desaparición de la madre de Jae-yi.

## Reparto

### Personajes principales
| Actor                   | Personaje                  | Ocupación              | Episodios | Duración |
| ----------------------- | -------------------------- | ---------------------- | --------- | -------- |
| Lee Joon-gi Lee Ro-woon | Bong Sang-pil (de pequeño) | Abogado / exgánster    | 16        | 2018     |
| Seo Ye-ji               | Ha Jae-yi                  | Abogada                | 16        | 2018     |
| Lee Hye-young           | Cha Moon-sook              | Jueza (corrupta)       | 16        | 2018     |
| Choi Min-soo            | Ahn Oh-joo                 | Empresario / exgánster | 16        | 2018     |

### Personajes recurrentes
| Actor         | Personaje        | Ocupación                     | N.º de episodios | Duración |
| ------------- | ---------------- | ----------------------------- | ---------------- | -------- |
| Kim Byung-hee | Tae Kwang-soo    | Miembro de "Lawless Law Firm" | -                | 2018     |
| Lim Ki-hong   | Keum Kang        | Miembro de "Lawless Law Firm" | -                | 2018     |
| Seo Ye-hwa    | Keum Ja          | Miembro de "Lawless Law Firm" | -                | 2018     |
| Yeom Hye-ran  | Nam Soon-ja      | -                             | -                | 2018     |
| Cha Jung-won  | Kang Yeon-hee    | Hija de Nam Soon-ja           | -                | 2018     |
| Jeon Jin-gi   | Ko In-doo        | -                             | -                | 2018     |
| Choi Dae-hoon | Suk Kwan-dong    | -                             | -                | 2018     |
| Lee Dae-yeon  | Woo Hyung-man    | -                             | -                | 2018     |
| Shin Eun-jung | Choi Jin-ae      | -                             | -                | 2018     |
| Kim Kwang-kyu | Kong Jang-soo    | -                             | -                | 2018     |
| Ahn Nae-sang  | Choi Dae-woong   | -                             | -                | 2018     |
| Park Ho-san   | Cheon Seung-beom | Fiscal                        | -                | 2018     |
| Lee Han-wi    | Ha Ki-ho         | -                             | -                | 2018     |
| Baek Joo-hee  | Noh Hyung-joo    | -                             | -                | 2018     |

### Otros personajes
| Actor           | Personaje | Ocupación | Episodios donde apareció | Duración |
| --------------- | --------- | --------- | ------------------------ | -------- |
| Jung Young-hoon | -         | -         | -                        | 2018     |
| Lee Bok-gi      | -         | -         | -                        | 2018     |
| Kim Ki-hyun     | -         | -         | -                        | 2018     |
| Jang Yool       | -         | Detective | 4-5                      | 2018     |
| Kim Dong-gyu    | -         | -         | -                        | 2018     |
| Kim Chang-hee   | -         | -         | -                        | 2018     |
| Yoon Joon-ho    | -         | -         | -                        | 2018     |
| Kim Min-geon    | -         | -         | -                        | 2018     |
| Park Shin-woon  | -         | -         | -                        | 2018     |
| Park Sung-gyun  | -         | -         | -                        | 2018     |
| Son Min-ji      | -         | -         | -                        | 2018     |
| Jeon Bae-soo    | -         | -         | -                        | 2018     |
| Lee Ho-cheol    | -         | -         | -                        | 2018     |

| Actor        | Personaje | Ocupación              | Episodio(s) donde apareció | Duración |
| ------------ | --------- | ---------------------- | -------------------------- | -------- |
| Jin Seon-kyu | Park      | Oficial en Motocicleta | 1                          | 2018     |

## Episodios
La serie está conformada por 16 episodios, los cuales fueron emitidos todos los sábados y domingos a las 21:00 horas (KST).

### Ratings
En la tabla, el color azul indica la audiencia más baja y en rojo la más alta, correspondientes a las empresas medidoras TNms y AGB a nivel nacional durante los 16 episodios emitidos desde el 12 de mayo hasta el 1 de julio de 2018. 
| Ep. #    | Fecha de estreno    | Cuota de pantalla nacional | Cuota de pantalla nacional | Cuota de pantalla nacional |
| Ep. #    | Fecha de estreno    | AGB                        | TNmS                       |                            |
| -------- | ------------------- | -------------------------- | -------------------------- | -------------------------- |
| 1        | 12 de mayo de 2018  | 5.2 %                      | 5.8 %                      |                            |
| 2        | 13 de mayo de 2018  | 6.0 %                      | 5.6 %                      |                            |
| 3        | 19 de mayo de 2018  | 5.0 %                      | 5.2 %                      |                            |
| 4        | 20 de mayo de 2018  | 6.1 %                      | 5.1 %                      |                            |
| 5        | 26 de mayo de 2018  | 5.8 %                      | 5.9 %                      |                            |
| 6        | 27 de mayo de 2018  | 6.8 %                      | 5.2 %                      |                            |
| 7        | 2 de junio de 2018  | 5.8 %                      | 6.0 %                      |                            |
| 8        | 3 de junio de 2018  | 6.0 %                      | 6.9 %                      |                            |
| 9        | 9 de junio de 2018  | 5.6 %                      | 6.1 %                      |                            |
| 10       | 10 de junio de 2018 | 6.8 %                      | 6.9 %                      |                            |
| 11       | 16 de junio de 2018 | 4.0 %                      | %                          |                            |
| 12       | 17 de junio de 2018 | 6.7 %                      | 6.1 %                      |                            |
| 13       | 23 de junio de 2018 | 5.0 %                      | 5.5 %                      |                            |
| 14       | 24 de junio de 2018 | 7.0 %                      | 7.2 %                      |                            |
| 15       | 30 de junio de 2018 | 6.6 %                      | n/d                        |                            |
| 16       | 1 de julio de 2018  | 8.9 %                      | 8.6 %                      |                            |
| Promedio | Promedio            | 6.1 %                      | n/d                        |                            |

## Premios y nominaciones
| Año  | Categoría                      | Premio                         | Nominado (a) | Resultado |
| ---- | ------------------------------ | ------------------------------ | ------------ | --------- |
| 2018 | Best Male Asian Star           | StarHub's Night of Stars Award | Lee Joon-gi  | Ganó      |
| 2018 | Mejor actor secundario (Drama) | 2nd Seoul Award                | Park Ho-san  | Nominado  |

## Producción
La serie contó con la dirección de Kim Jin-min, el escritor Yoon Hyun-ho y los productores ejecutivos Lee Jang-soo y Choi Tae-young.
La primera lectura del guion fue realizada el 28 de febrero de 2018 en Studio Dragon en Sangamdong, Seúl.
Fue emitida por TVN que es un canal por suscripción.

### Emisión internacional
- Hong Kong: J2 (2018).
- Japón: Mnet Japan (2018).
- Malasia: 8TV (2018).
- Singapur: Hub VV Drama (2018).
- Taiwán: GTV (2018).
- México: Canal 5 (Próximamente)
- Colombia: Caracol Televisión (Próximamente)
- Perú: TV Perú
- Perú: América Televisión (Próximamente)
- Chile: ETC